# Richard Price
Richard Price   (Llangeinor, 23 de febrer de 1723 - Newington Green, 19 d'abril de 1791) va ser un filòsof moral, predicador, matemàtic i panfletista polític gal·lès.

## Vida i obra
Price va néixer a la próspera granja familiar de Tynton al municipi de Llangeinor al sud de Gal·les, fill del propietari i de la seva segona esposa, Catherine Richards. Va estudiar primer a casa seva amb tutors privats i després a les escoles de Bridgend, Neath i Pentwyn, fins al 1740 quan, en menys d'una any van morir el seu pare i la seva mare. El 1740, amb l'ajut econòmic del seu mig-germà John, es va instal·lar a Londres per estudiar per a clergue en una acadèmia no-conformista a Moorfields, anomenada Fund Academy o Coward's Academy.  Probablement en aquesta època va conèixer Thomas Bayes.

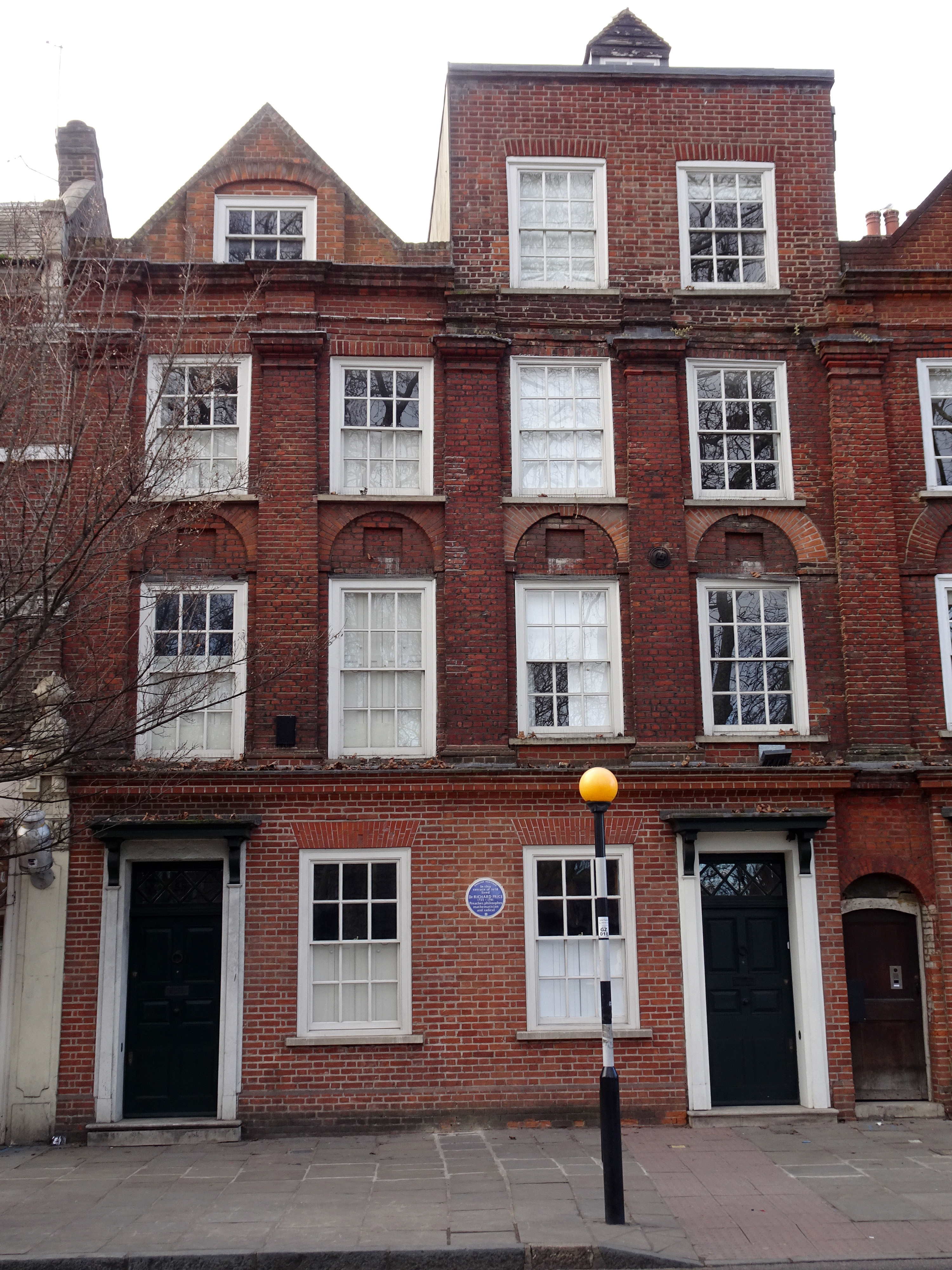
Casa de Richard Price al 54 de Newington Green, Londres.

En graduar-se el 1744 va esdevenir clergue dissident i, com a tal, crític polític i reformista social. Va començar la seva carrera com capellà de la rica família Streatfield i com assistent a Old Jewry (on va guanyar certa fama com predicador). El 1757, en morir el seu oncle i el senyor Streatfield, va rebre un llegat que li va proporcionar estabilitat financera, al mateix temps que es casava amb Sarah Blundell.
El 1758 va publicar els seu primer llibre: A Review of the Principal Questions and Difficulties in Morals, en el qual defensa que les idees morals no son objectes dels sentits, sinó de l'enteniment.
El 1758 es va traslladar a Stoke Newington, un barri molt més tranquil, on va fer de predicador a l'església unitària de Newington Green durant més de trenta anys.

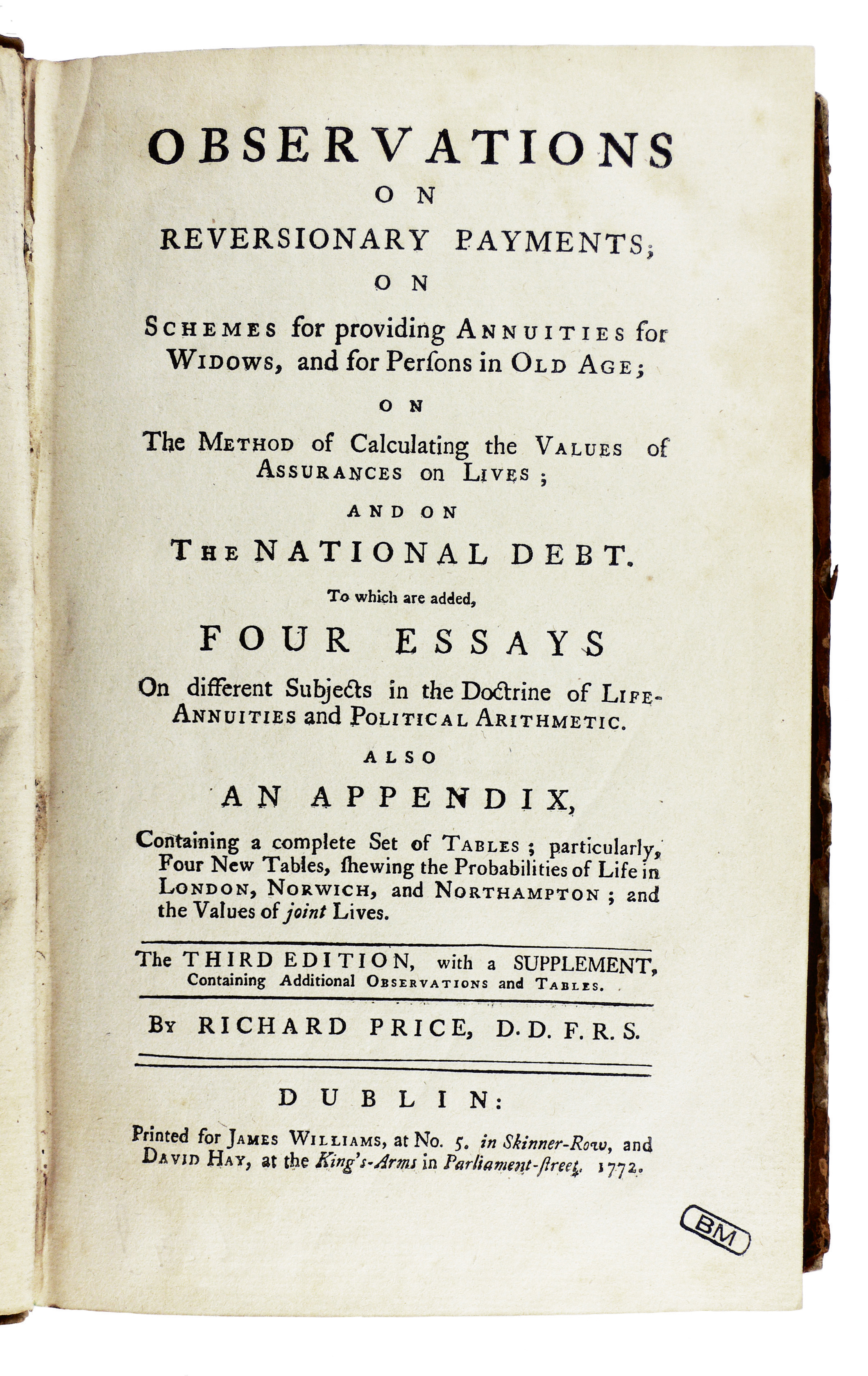
Observations on reversionary payments, 1772.

El 1761, en morir el seu amic Thomas Bayes, va recollir els seus manuscrits sobre estadística per a publicar-los. El resultat va ser An Essay towards solving a problem in the Doctrine of Chances (1763) que contenia una introducció i un apèndix escrits per Price, així com algunes notes al peu del text original de Bayes.
Continuant aquests treballs d'estadística, el 1771 va publicar Observations on reversionary payments que es va convertir ràpidament en el principal fonament de l'industria de les assegurances a la Gran Bretanya i el primer tractat de ciència actuarial pròpiament dita.
Actiu en les causes radicals, republicanes i lliberals, com la Revolució Americana, qua va defensar dels dels seus inicis el 1776 (Observations on Civil Liberty), o la Revolució Francesa. Va fomentar les connexions entre un gran nombre de persones, incloent autors de la Constitució dels Estats Units com Benjamin Franklin amb qui va tenir una forta amistat. Va ser molt crític amb la visió negativa de la Revolució Francesa d'Edmund Burke feta des d'un punt de vista lliberal conservador. Va tenir una gran influència sobre la feminista Mary Wollstonecraft, estenent les idees sobre la igualtat inherent en l'esperit de la Revolució Francesa per abastar els drets de les dones també.